# Jan Willem Gefken
Jan Willem Gefken (Amsterdam, 9 mei 1807 - Den Haag, 22 september 1887) was een Nederlands jurist en politicus.
Gefken promoveerde in 1832 te Leiden in de rechten en vestigde zich als advocaat te Den Haag. Hij werd in 1843 benoemd tot substituut-officier van justitie bij de rechtbank te Brielle en in 1845 tot advocaat-generaal bij het Hof in Zuid-Holland.
In oktober 1857 tot procureur-generaal in Suriname benoemd, kwam hij daar in januari 1857 aan en nam nagenoeg elf jaar in een moeilijke tijd dit ambt waar. Aan de voorbereiding en de invoering van de slavenemancipatie, van het nieuwe regeringsreglement en aan de voorbereiding van de nieuwe wetgeving had hij een zeer belangrijk aandeel. Op zijn initiatief kwam er een wijziging in het stelsel van strafoplegging aan slaven. De slavenreglementen wist hij met ernst en strikte rechtvaardigheid te handhaven.
In 1867 in Nederland teruggekeerd werd hij in het einde van dat jaar gekozen tot lid van de Tweede Kamer, waarin hij zitting nam tot 1869.